# Жулијана Паес
Жулијана Паес (порт. Juliana Paes; Рио Бонито, 26. март 1979) је бразилска глумица и модел. Она је најстарија од четворо деце Режине и Карлоса Паеса. У Бразилу је преко ноћи постала позната као факултетски образована глумица и модел, која се сликала за Плејбој. Магазин People ју је 2006. године прогласио за једну од 100 најлепших жена на свету, па је након тога ангажовала пр-а, који ће радити на њеној новостеченој међународној слави. Убрзо добија понуде из САД-а, где одлази да ради рекламе за дигиталне фото-апарате и накит. У септембру 2008. године се удаје за бизнисмена Карлоса Едуарда Батисту.
Широм света су је ипак највише прославиле теленовеле, и то: Забрањена љубав, у којој тумачи лик Карле, и Индија - љубавна прича, где се налази у главној улози, као Маја Ананда.

## Теленовеле
| Година: | Српски назив:          | Оригинални назив: | Улога:     |
| ------- | ---------------------- | ----------------- | ---------- |
| 2012.   | /                      |                   | Габријела  |
| 2012.   | /                      |                   | Жанаина    |
| 2011.   | Опсенар                |                   | Нина       |
| 2009.   | Индија — љубавна прича |                   | Маја       |
| 2008.   | Мезимица               |                   | Мајра      |
| 2007.   | /                      |                   | Вера       |
| 2007.   | /                      |                   | Жулијана   |
| 2007.   | /                      |                   | Суелен     |
| 2007.   | /                      |                   | Жулијана   |
| 2006.   | /                      |                   | Жуј        |
| 2005.   | /                      |                   | Грејс      |
| 2005.   | Америка                |                   | Креуса     |
| 2003.   | /                      |                   | Жаклин     |
| 2003.   | /                      |                   | Маријавала |
| 2003.   | Кућа седам жена        |                   | Тејниажуа  |
| 2002.   | /                      |                   | Журема     |
| 2001.   | Забрањена љубав        |                   | Карла      |
| 2001.   | /                      |                   | Росиња     |
| 2000.   | Породичне сплетке      |                   | Рита       |
| 1998.   | /                      |                   | /          |

## Биоскоп
| Година: | Српски назив: | Оригинални назив: | Улога:  |
| ------- | ------------- | ----------------- | ------- |
| 2010.   | /             |                   | Ана     |
| 2010.   | /             |                   | Тија    |
| 2008.   | /             |                   | /       |
| 2007.   | /             |                   | Долорес |
| 2006.   | /             |                   | /       |
| 2005.   | /             |                   | Лија    |

## Позориште
- ... Ула